# مازشا
مازشا (به لاتین: Masescha) یک روستا در لیختن‌اشتاین است که در تریزنبرگ واقع شده‌است.

## خصوصیات
مازشا ۹۰۰ متر بالاتر از سطح دریا واقع شده‌است.